# هارون سيمبسون (لاعب كرة قدم)
هارون سيمبسون (بالإنجليزية: Aaron Simpson)‏ هو لاعب كرة قدم بريطاني في مركز ظهير ‏، ولد في 4 يوليو 1997 في كانتربيري في المملكة المتحدة. لعب مع تيلفورد يونايتد.

## وصلات خارجية
- هارون سيمبسون (لاعب كرة قدم) على موقع قاعدة بيانات كرة القدم.إي يو (الإنجليزية)
- هارون سيمبسون (لاعب كرة قدم) على موقع Soccerbase.com (لاعب) (الإنجليزية)